# Жаксилик
Жаксили́к (каз. Жақсылық) — село у складі району Турара Рискулова Жамбильської області Казахстану. Входить до складу Кокдоненського сільського округу.
У радянські часи село називалося Тельмана.
Населення — 1708 осіб (2021; 1570 у 2009, 1734 у 1999, 1805 у 1989).